# Мохамед Назіф Бей
Хаджі Мухаммад Назіф Бей (1846 — -) — османський каліграф кримськотатарського походження.

## Біографія
Мухаммад вивчав письменність Сулут і Насх у каліграфа Абдул Вахіда Вахдаті Ефенді, одного з імамів кола Партії щастя і отримав ліцензію на каліграфію у віці шістнадцяти років. Він також вивчав машк у османського каліграфа Шафіка Бея, потім вивчав письменність Талік, Джалі,  Дівані , Тугра та Джалі Сулут у видатного каліграфа Самі Ефенді.
В юності займався боротьбою, вважаючи, що це зміцнює його руки та плечі, і він рубав дерево, коли мав можливість підтримувати рівновагу в той час, коли каліграфи обережно уникали підняття важких предметів, щоб зберегти стабільність нервів рук, зокрема Мухаммад Шавкі Ефенді, ⁣ який зазвичай клав праву руку в кишеню пальта.

## Діяльність
У 1867 році він працював каліграфом у Генеральному штабі. Він також був відомий своєю майстерністю у малюванні карт та вмінням писати довгі назви на друкованих картах, щоб заповнити пробіли в них. Його картини варіювалися від сміливого письма Сулут, сміливого насх і талік, і він писав у більшості стилів каліграфії. Його написи є на годинниковій вежі в палаці Їлдиз, ⁣ їдальні Військового міністерства та багатьох інших місцях. Він активно виготовляв моделі ляльок, які використовувалися у розважальних виставах Каракоза.

## Його титули та смерть
Він був відомий під багатьма прізвиськами, зокрема: «Каліграф у довгих чоботях» через чоботи, які він ніколи не знімав ні влітку, ні взимку, та «Каліграф із сумкою» через сумку, яка супроводжувала його всюди, куди він йшов, і яку він завжди тримав у руках.
Помер 8 березня 1913 року від хвороби грудної клітки та серця, яка вразила його наприкінці життя. Хоча він похований на кладовищі Ях'я Ефенді в Стамбулі, на його честь не встановили надгробку.

## Оцінка діяльності
Назіф писав насхський шрифт на чудовому рівні, але у нього не було достатньо часу, щоб написати жодного примірника Корану. Він вирізнявся твердою рукою та здатністю легко формулювати компактні літери та структури, мінімізуючи переплетення літер, суворим дотриманням контексту тексту та легкістю, з якою око могло стежити за словом і тим, що за ним йшло.